# Phaneta baloghi
Phaneta baloghi is een vlinder uit de familie van de bladrollers (Tortricidae). De wetenschappelijke naam van de soort is voor het eerst geldig gepubliceerd in 2010 door Donald J. Wright.

## Type
- holotype: "male. 14.IX.2004. leg. G.J. Balogh. genitalia slide no. DJW 1667."
- instituut: USNM, Smithsonian Institution, Washington, U.S.A.
- typelocatie: USA, New Mexico, Otero Co., vicinity Holloman Lakes.